# Löbl Lipót
Löbl Lipót (Alsólendva, 1866. március 25. – Marcali, 1919. augusztus 28.) tanító.

## Élete
Zsidó vallású családban született, Alsólendván (ma Lendva). Apja Löbl József, anyja Goldmann Johanna volt. Felesége Kremsier Rita. Tanítói képesítést Csáktornyán szerzett, és 1888-tól kezdve egészen 1919-ben bekövetkező haláláig Marcali városában oktatott. A helyi izraelita iskola főoktatója volt, és általános népművelő tevékenységet is kifejtett. A kommün alatt a tanács tagja lett, és ő szervezte meg, majd ő is igazgatta a marcali pedagógus-szakszervezetet, illetve az egész járás közművelődési biztosa volt. A tanácshatalom bukását követően a Prónay Pál vezette különítmény elfogta, majd fiával együtt kivégezte.
Írásai az Izraelita Tanügyi Értesítőben jelentek meg.

## Emlékezete
Marcaliban emlékére emléktáblát állítottak, és utcát is elneveztek róla,  amelynek nevét rendszerváltás után Vereckeire módosították. .